# Panon (Sarthe)
Panon település Franciaországban, Sarthe megyében. Lakosainak száma 33 fő (2022. január 1.). Panon Vezot, Saosnes és Saint-Longis községekkel határos.

## Népesség
A település népességének változása:
| Lakosok száma | 44   | 41   | 40   | 44   | 43   | 41   | 39   | 36   | 33   |
|               | 2013 | 2015 | 2016 | 2017 | 2018 | 2019 | 2020 | 2021 | 2022 |